# Hàm tạo rỗng
Trong lập trình máy tính, hàm tạo rỗng (nullary constructor) là một hàm tạo mà không có đối số (argument). Nó còn được gọi là hàm tạo 0 đối số (0-argument constructor).

## Hàm tạo hướng đối tượng
Trong lập trình hướng đối tượng, hàm tạo là đoạn mã được chạy khi đối tượng được tạo ra. Hàm tạo mặc định (default constructor) của đối tượng thường là rỗng.

### Ví dụ Java
```
 
public
 
class
 
Example
 

 
{

 
/* nullary constructor */

 
public
 
Example
 
()

 
{

 
this
(
0
);

 
}

 

 
/* non-nullary constructor */

 
public
 
Example
 
(
int
 
data
)

 
{

 
this
.
data
 
=
 
data
;

 
}

 

 
protected
 
int
 
data
;

 
}

```

## Các kiểu dữ liệu đại số
Trong các kiểu dữ liệu đại số, một hàm tạo là một trong những thẻ để gói dữ liệu. Nếu một hàm tạo mà không có bất kì đối số nào, thì nó là rỗng.

### Ví dụ Haskell
```
 
-- nullary type constructor with two nullary data constructors

 
data
 
Bool
 
=
 
False

 
|
 
True

 
-- non-nullary type constructor with one non-nullary data constructor

 
data
 
Point
 
a
 
=
 
Point
 
a
 
a

 
-- non-nullary type constructor with...

 
data
 
Maybe
 
a
 
=
 
Nothing
 
--...
nullary
 
data
 
constructor

  
|
 
Just
 
a
 
--...
unary
 
data
 
constructor

```